# Amor virtual
Amor virtual (previamente llamada Chica eléctrica) es una telenovela juvenil de Chilevisión, la primera del programa de televisión chileno Yingo. Está protagonizada por Karol Lucero, Gianella Marengo y Rodrigo Avilés más algunos integrantes del programa. Se estrenó el 8 de marzo de 2010 y terminó el 15 de abril de 2010.

## Trama
La historia gira en torno a dos escolares; Mateo (Karol Lucero) y René (Rodrigo Avilés) son dos «pernos» de un colegio, donde son acosados por los chicos populares y están enamorados de la chica más linda del establecimiento. Aburridos de su «ñoñez», los chicos ven caer del cielo la oportunidad de ser diferentes cuando llega a sus manos un computador que les permite materializar sus sueños. Así, dan vida a Simona (Gianella Marengo), una muñeca extremadamente bella que los ayudará a que los otros los miren con respeto y los incluyan en sus actividades.

## Elenco
- Karol Lucero como Mateo Robles.
- Rodrigo Avilés como René "Rana" Morales.
- Gianella Marengo como Simona Goldever.
- Mariuxi Domínguez como Pamela "Pame" Valdivia.
- Carolina Mestrovic como Trinidad "Trini" Ferreira.
- Camilo Huerta como Eric.
- Jeannette Moenne-Loccoz como Ursula, mamá de Mateo.
- Rolando Valenzuela como Humberto Robles, papá de Mateo.
- Paulina Hunt como Fedora.
- Cristián Jara como Walter
- Karen Bejarano como Rosita, nana de Mateo.
- Dania Pavez como Lía.
- Faloon Larraguibel como Alumna del colegio.
- Katherina Contreras como Alumna del colegio.